# Журавлёвка (Макушинский район)
Журавлёвка — деревня в Макушинском районе Курганской области. Входит в состав Садоводского сельсовета.

## География
Расположена в 2,5 км к юго-востоку от города Макушино.

## Население
| 1989 | 2002 | 2010 |
| ---- | ---- | ---- |
| 311  | ↘296 | ↘225 |

Национальный состав
Согласно результатам Всероссийской переписи населения 2002 года, в национальной структуре населения русские составляли 56 %.